# Glutenfri kost

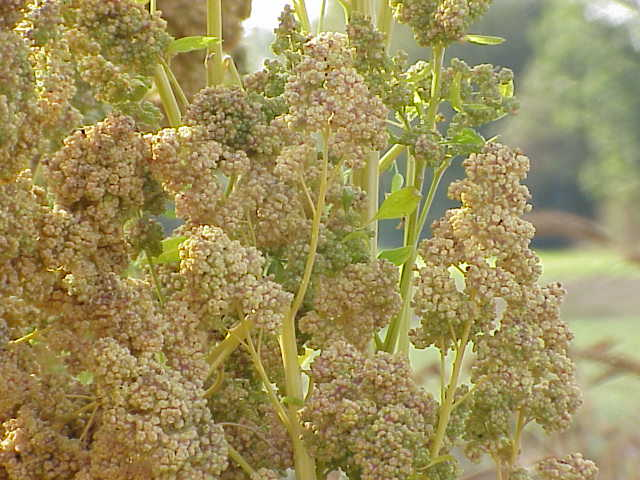
Quinoa innehåller inte gluten

Glutenfri kost är en kosthållning som inte innehåller ingredienser som kommer från gluteninnehållande sädesslag, såsom vete, korn, råg och rågvete, såväl som användandet av gluten som en livsmedelstillsats i form av smakämnen, stabiliseringsmedel eller förtjockningsmedel. Kosten är en behandling av sjukdomen celiaki som kan skada tunntarmen. I dagsläget är det den enda tillgängliga behandlingen mot sjukdomen. Havre ingår dock vanligtvis inte i dessa sädesslag, då det innehåller en annan slags gluten, vilket innebär att de flesta med sjukdomen kan äta havre. Det är dock inte helt fastställt.
I dag finns det flera tillgängliga substitut för gluten, såsom glutenfritt mjöl, glutenfri müsli med flera. Ofta används också växter som majs, potatis, ris och tapioka för en glutenfri kost. Trots sitt namn, är bovete glutenfritt, så länge de inte är utblandade med vetemjöl vilket ofta är fallet. Glutenintoleranta får ofta se upp med ingredienslistan, då oväntade ingredienser kan innehålla gluten i form av olika livsmedelstillsatser, såsom i ketchup och glass.